# Autorité de séquestre
En cryptographie, l'autorité de séquestre (Key Escrow) est une entité d'une infrastructure à clés publiques (PKI) ayant un rôle particulier. Elle a pour objectif de conserver (mise sous séquestre) les clés de chiffrement. Ces clés sont donc généralement générées par l'IGC plutôt que par le porteur lui-même, comme c'est le cas pour un certificat d'authentification ou de signature. Car en cas de perte de la clé de chiffrement par le porteur, les données chiffrées existantes seront perdues.
C'est un sujet de controverse car on doit avoir confiance en ce que les capacités techniques du séquestre puissent maintenir la confidentialité de ces informations. Les problématiques autour des séquestres sont donc techniques et juridiques.